# Kibiatxi
Kibiatxi - Кибячи (rus) - és un poble de la República del Tatarstan, a Rússia. El 2019 tenia 365 habitants. Pertany al districte (raion) de Pestretsi.